# 濟莫戈里耶
濟莫戈里耶，又按乌克兰语名译为济莫希尔亚（羅馬化：Zymohiria），法理上是乌克兰东部盧甘斯克州阿尔切夫斯克区濟莫希爾亞市鎮内的城市及该市镇的行政中心，事实上隶属于俄罗斯卢甘斯克人民共和国斯拉維揚諾謝爾布斯克區。该市面积为8.56平方公里，海拔高度79米，2022年人口数量为9,557人。

## 歷史
1897年，俄罗斯帝国進行人口普查時，該鎮共有2,823人居住。
2014年，顿巴斯战争導致烏克蘭失去對該市的控制。

## 人口
跟據2001年烏克蘭人口普查，母語分配如下：
- 俄语 - 59.62%
- 乌克兰语 - 39.43%
- 其他 - 0.95%